# コムーン・ヌオーヴォ
コムーン・ヌオーヴォ（伊: Comun Nuovo ( 音声ファイル)）は、イタリア共和国ロンバルディア州ベルガモ県にある、人口約4,400人の基礎自治体（コムーネ）。

## 地理

### 位置・広がり
ベルガモ県南部のコムーネ。県都ベルガモから南へ9km、州都ミラノから東北東へ41kmの距離にある。

#### 隣接コムーネ
隣接するコムーネは以下の通り。
- レヴァーテ
- スピラーノ
- ステッツァーノ
- ウルニャーノ
- ヴェルデッロ
- ザーニカ

### 地震分類
イタリアの地震リスク階級 (it) では、3 に分類される
。

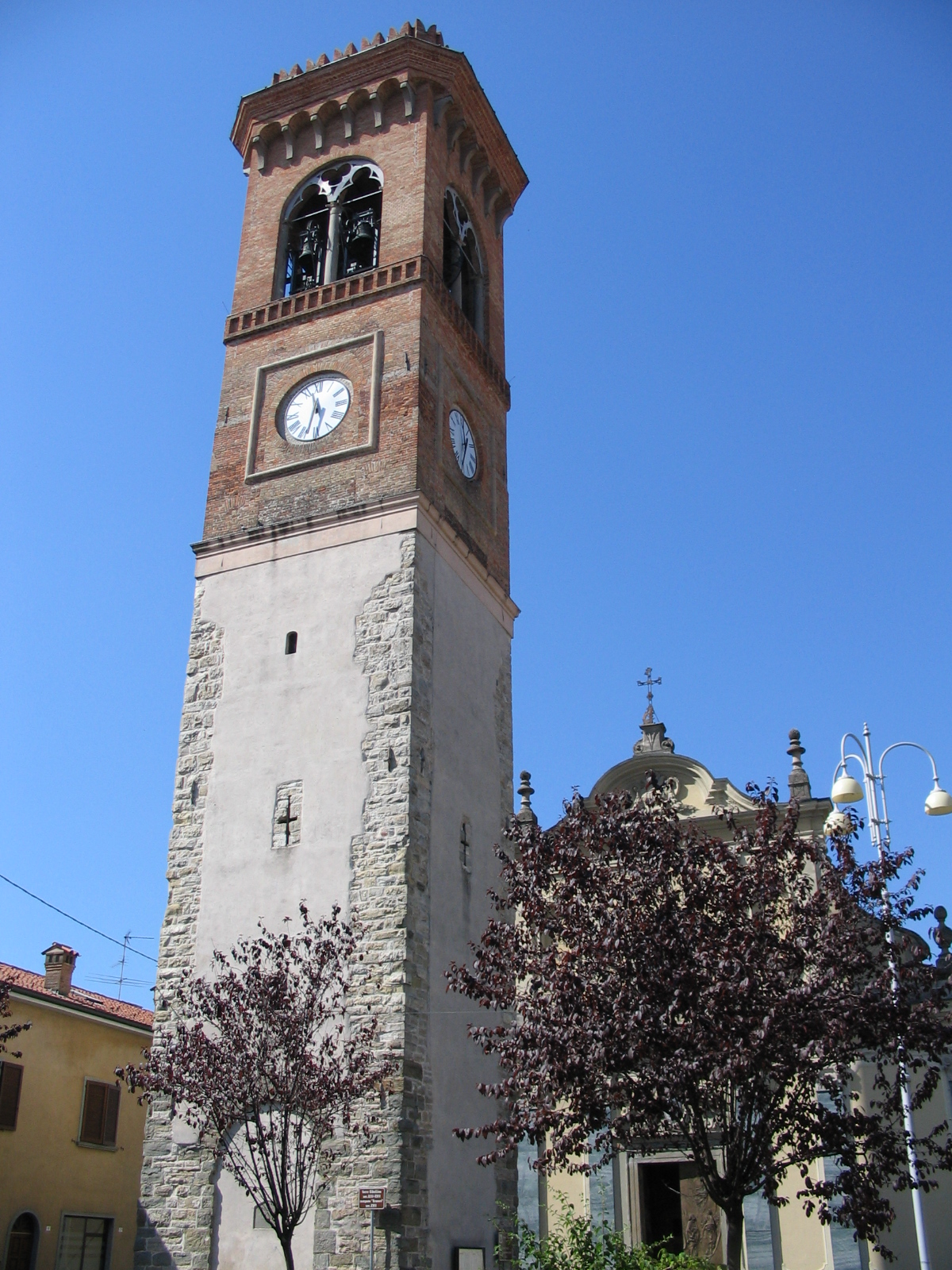
Ghibellina
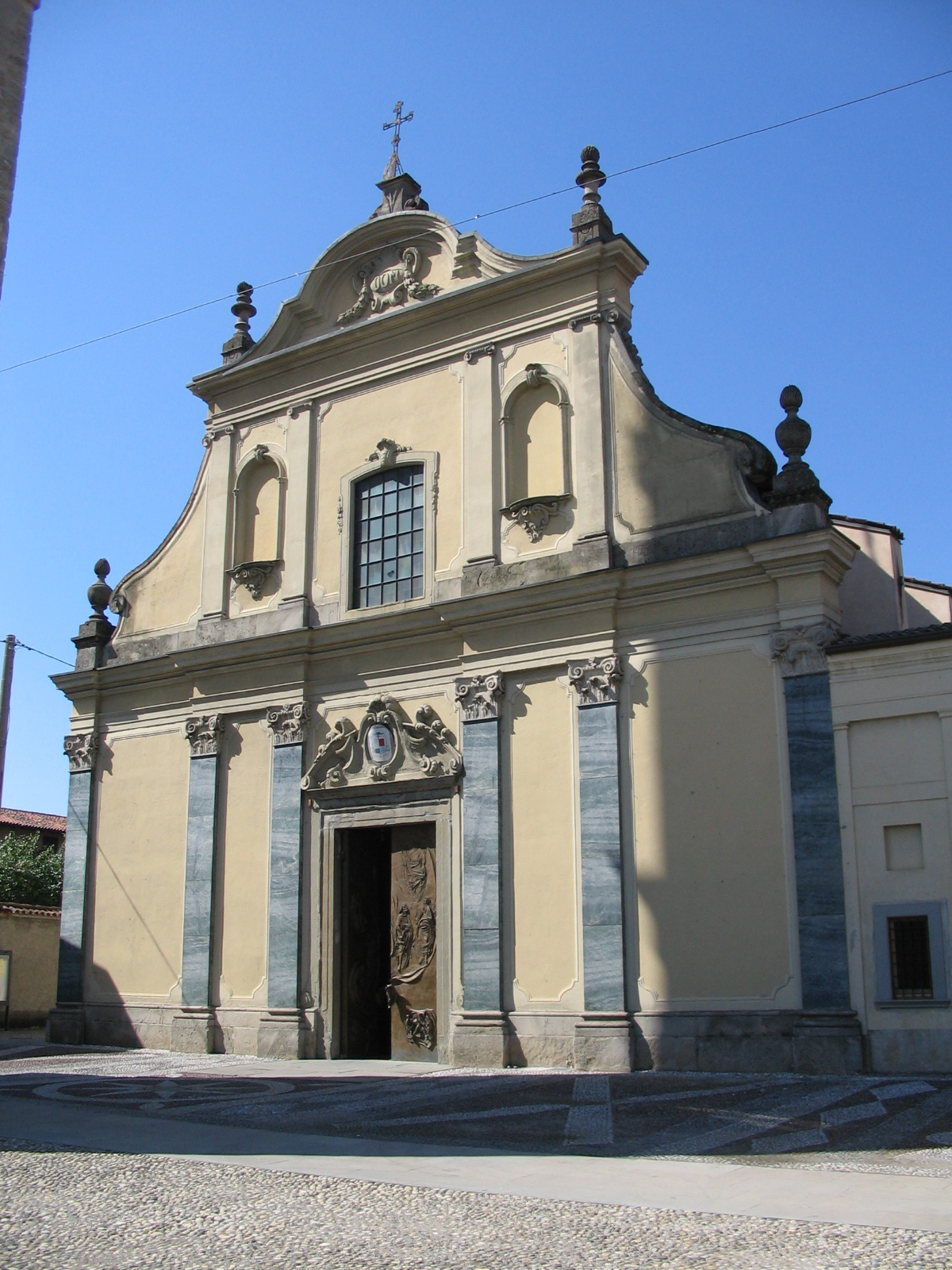
S. Salvatore
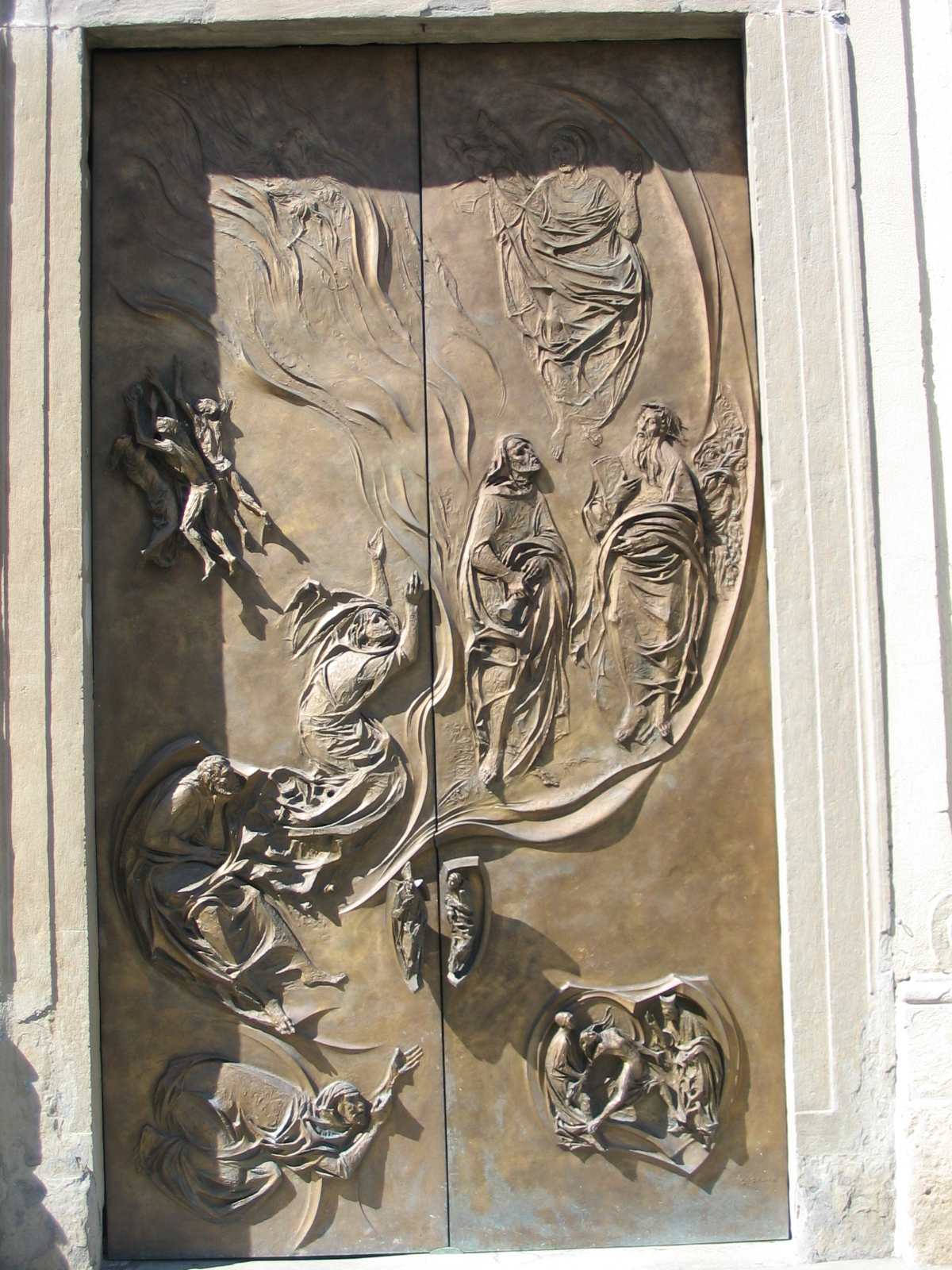
S. Salvatore